# Ophrys schulzei
Ophrys schulzei là một loài thực vật có hoa trong họ Lan. Loài này được Bornm. & Fleischm. mô tả khoa học đầu tiên năm 1911.